# Meridiano 21 W
O meridiano 21 W é um meridiano que, partindo do Polo Norte, atravessa o Oceano Ártico, Gronelândia, Islândia, Oceano Atlântico, Oceano Antártico, Antártida e chega ao Polo Sul. Forma um círculo máximo com o Meridiano 159 E.
Começando no Polo Norte, o meridiano 21º Oeste tem os seguintes cruzamentos:
| País, território ou mar | Notas                                                      |
| ----------------------- | ---------------------------------------------------------- |
| Oceano Ártico           |                                                            |
| Gronelândia             |                                                            |
| Oceano Ártico           | Estreito da Dinamarca                                      |
| Islândia                |                                                            |
| Oceano Atlântico        |                                                            |
| Oceano Antártico        |                                                            |
| Antártida               | Território Antártico Britânico, reclamado pelo Reino Unido |